# Jonathan Petersen
Andreas Jonathan Kristoffer Petersen, grønl.: Organé eller Juntâq (født 7. maj 1881 i Frederikshåb, død 22. august 1961 i Godthåb) var en grønlandsk salme- og sangdigter, komponist, organist, medlem i Landsrådet og gymnasielærer. Petersen har komponeret begge Grønlands nationalsange "Nunarput utoqqarsuanngoravit" og "Nuna asiilasooq".

## Liv
Jonathan Petersen blev født 1881 i Frederikshåb. Han var søn til kateketen, digteren og sprogforskeren Anders Petersen (1845–1921) og Lucia Christence Lydia Sabine Egede (1848–1934). Hans far var elev hos Samuel Kleinschmidt. Derfra kom også Jonathans interesse i det grønlandske.
Efter at have besøgt lærerseminariet Grønlands Seminarium (grønlandsk: Ilinniarfissuaq) i Nuuk fra 1897 til 1903 blev han fra 1910 til 1911 uddannet som organist af Johan Henrik Nebelong og Holger Prehn i Danmark. Han bestod sin eksamen med udmærkelse. Han arbejdede som organist i Nuuks kirke Annaassisitta Oqaluffia indtil 1946 og har haft stor indflydelse på forskellige elever. Desuden skrev han en grønlandsk sangbog.
I dag står der et monument til ære af ham direkte foran kirken. Petersen oversatte små historier og udgav en bog om grøndlandsk ortografi. Desuden skrev han regelmæssigt artikler til grønlandske aviser hvor han primært skrev om det grønlandske sprog. 1951 offentliggjorde Petersen Ordbogeeraq - en grønlandsk ordbog, som har taget Kleinschmidt som forbilledet og minder stærkt om hans grammatik. De lyriske værker Petersens er ofte skrevet i en typisk dansk stil, men indeholder tekster der er skrevet specielt til grønlændere. Petersen bliver ofte anset som en mellemmand til grønlandske og danske sangtekster.
Det vigtigste værk Petersens er de to grønlandske nationalsange Nunarput utoqqarsuanngoravit (officiel nationalsang) og Nuna asiilasooq (sang af Inuit). Til den første er teksten blevet skrevet af Henning Jakob Henrik Lund. Til den anden har Petersen ikke mindst komponeret, men også skrevet teksten selv.
I 1926, da Jonathan Petersen var medlem i Grønlands Landsråd, fortrådte han Kristoffer Lynge til et møde.
I 1936 blev han udnævnt til Dannebrogsmand. I 1948 modtog han Fortjenstmedaljen i sølv og i 1952, som den første grønlænder, Ingenio et arti.

## Værker (udvalgt)
Liste over de værker, som kan findes i Det Grønlandske Landsbibliotek.
- 1914: Metrik
- 1921: Kalaallisut allanneq
- 1944: Ukiut tuusintillit
- 1951: Ordbogeeraq
- 1956: Jonathan Petersen
- 1957: Inuunerup sarfaani